# Chambly (Oise)
Pour les articles homonymes, voir Chambly.
Chambly est une commune française située dans le département de l'Oise, en région Hauts-de-France.
Ses habitants sont appelés les Camblysiens.

## Géographie

### Description

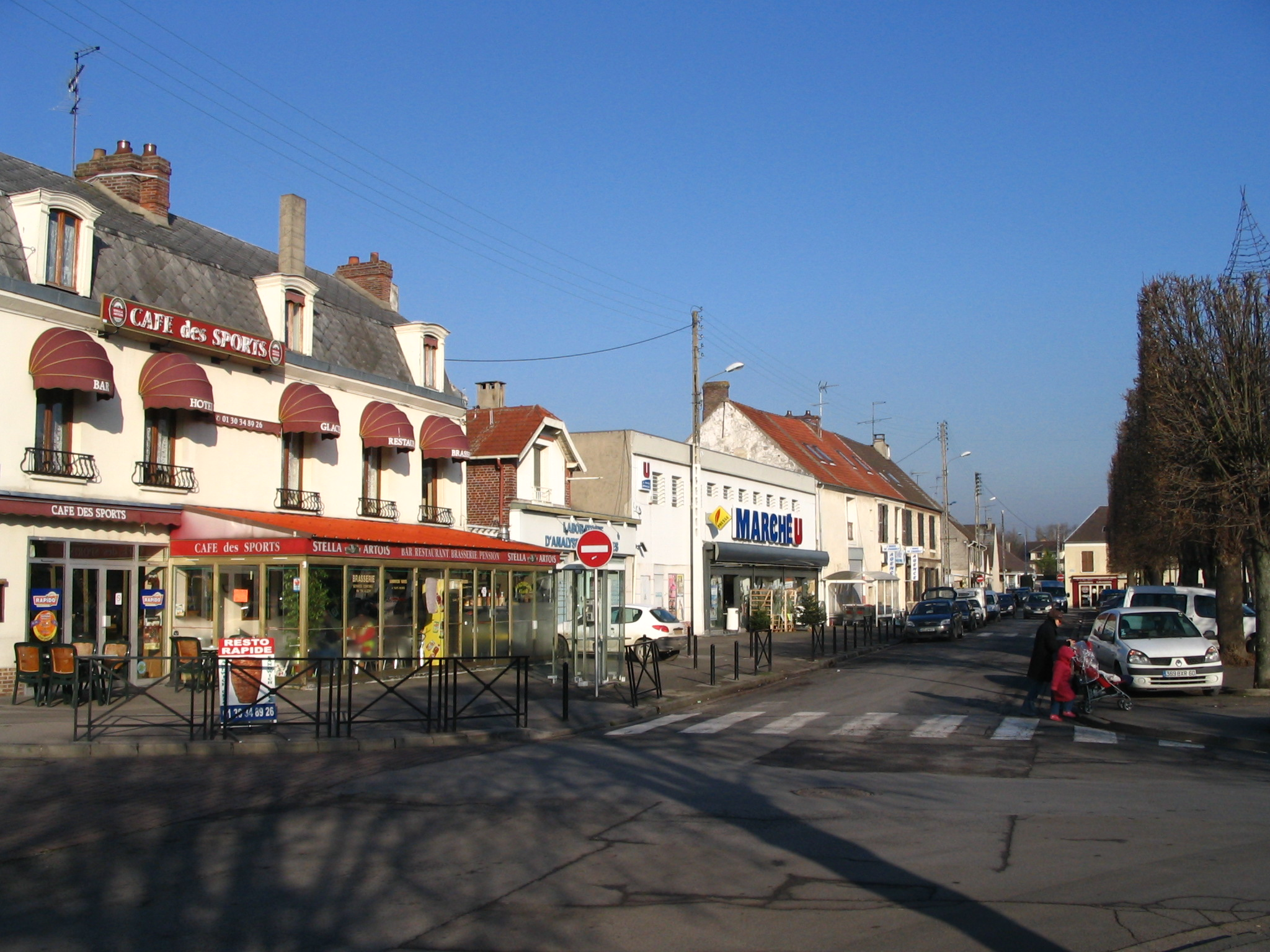
La place Charles-de-Gaulle, au cœur de Chambly.

Chambly est une ville périurbaine de l'Oise située à environ 40 kilomètres au nord de Paris et environ 35 kilomètres de Beauvais. Sa situation géographique, limitrophe du Val-d'Oise, lui vaut sa dénomination des « Portes de l'Oise ». Elle forme avec cinq communes voisines l'unité urbaine de Persan - Beaumont-sur-Oise.

### Communes limitrophes
Les communes limitrophes sont Belle-Église, Fresnoy-en-Thelle, Le Mesnil-en-Thelle, Champagne-sur-Oise, Persan et Ronquerolles.

### Hydrographie
La commune est située dans le bassin Seine-Normandie. Elle est drainée par l'Esches, le Coinon et un autre petit cours d'eau,.
L'Esches, d'une longueur de 20 km, prend sa source dans la commune de Méru et se jette  dans l'Oise à Persan, après avoir traversé six communes. Les caractéristiques hydrologiques de l'Esches sont données par la station hydrologique située sur la commune de Bornel. Le débit moyen mensuel est de 0,66 m3/s. Le débit moyen journalier maximum est de 4,05 m3/s, atteint lors de la crue du 7 juillet 2001. Le débit instantané maximal est quant à lui de 7,51 m3/s, atteint le même jour.

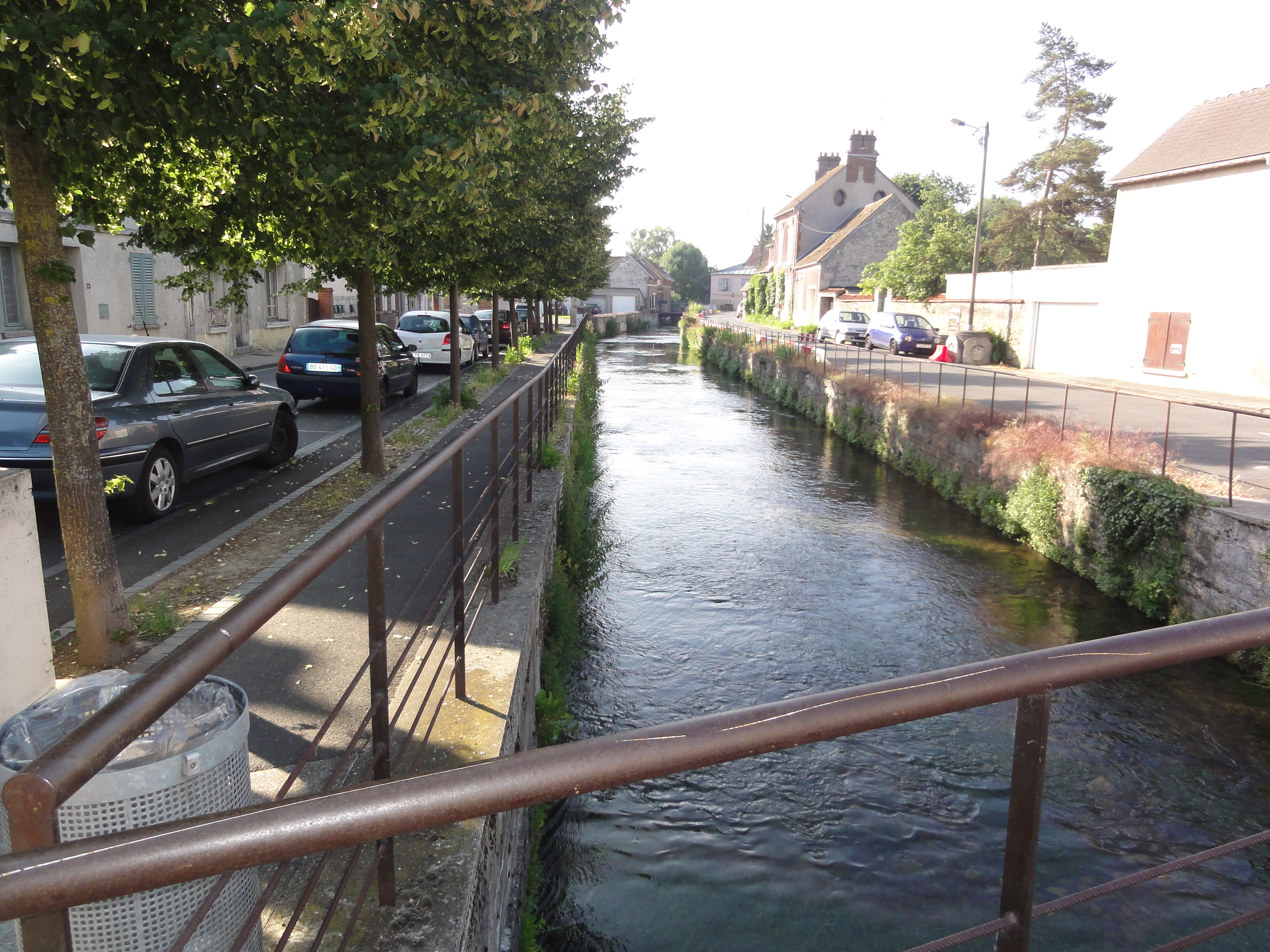
L'Esches
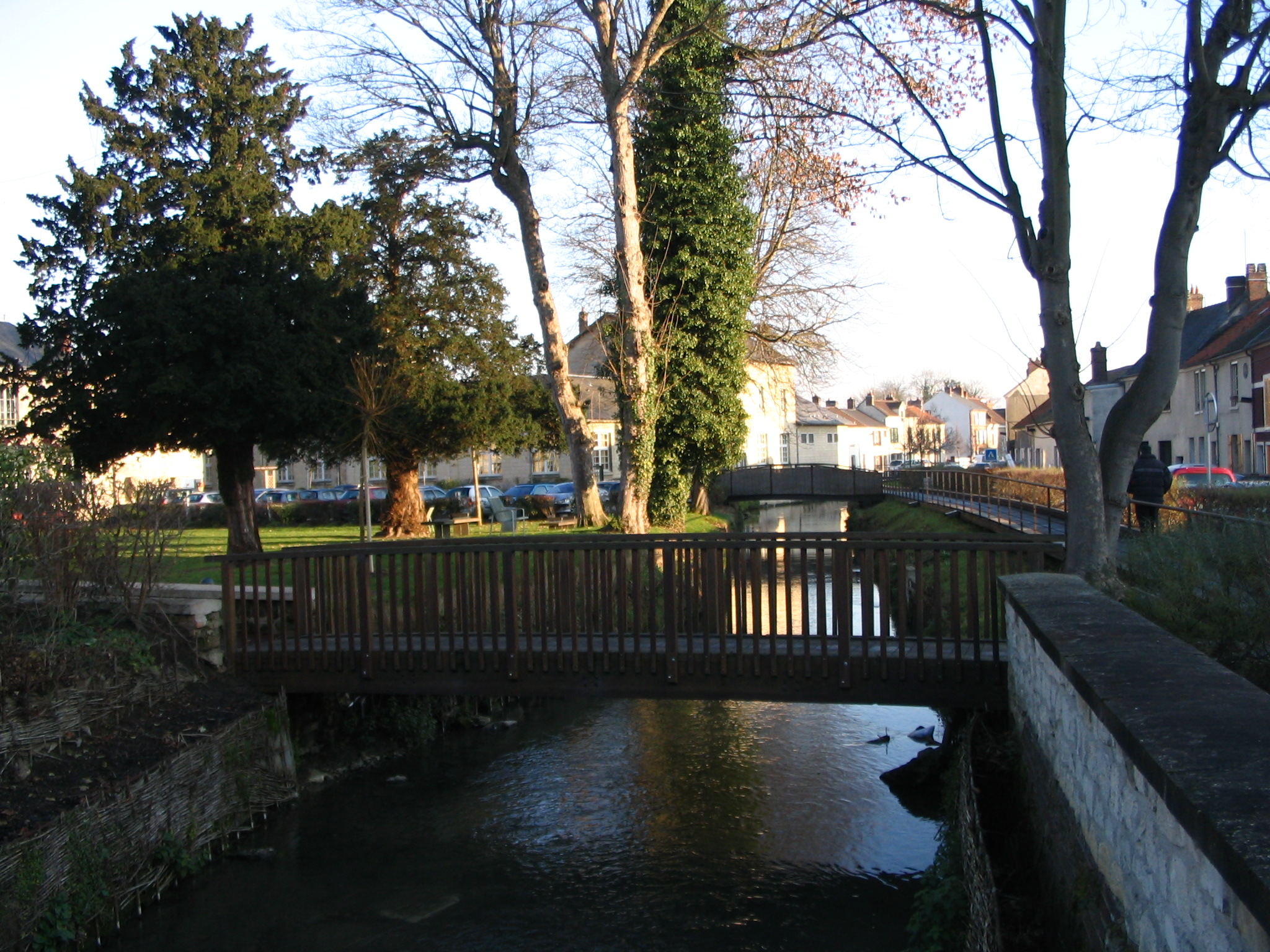
L'esches près de la mairie
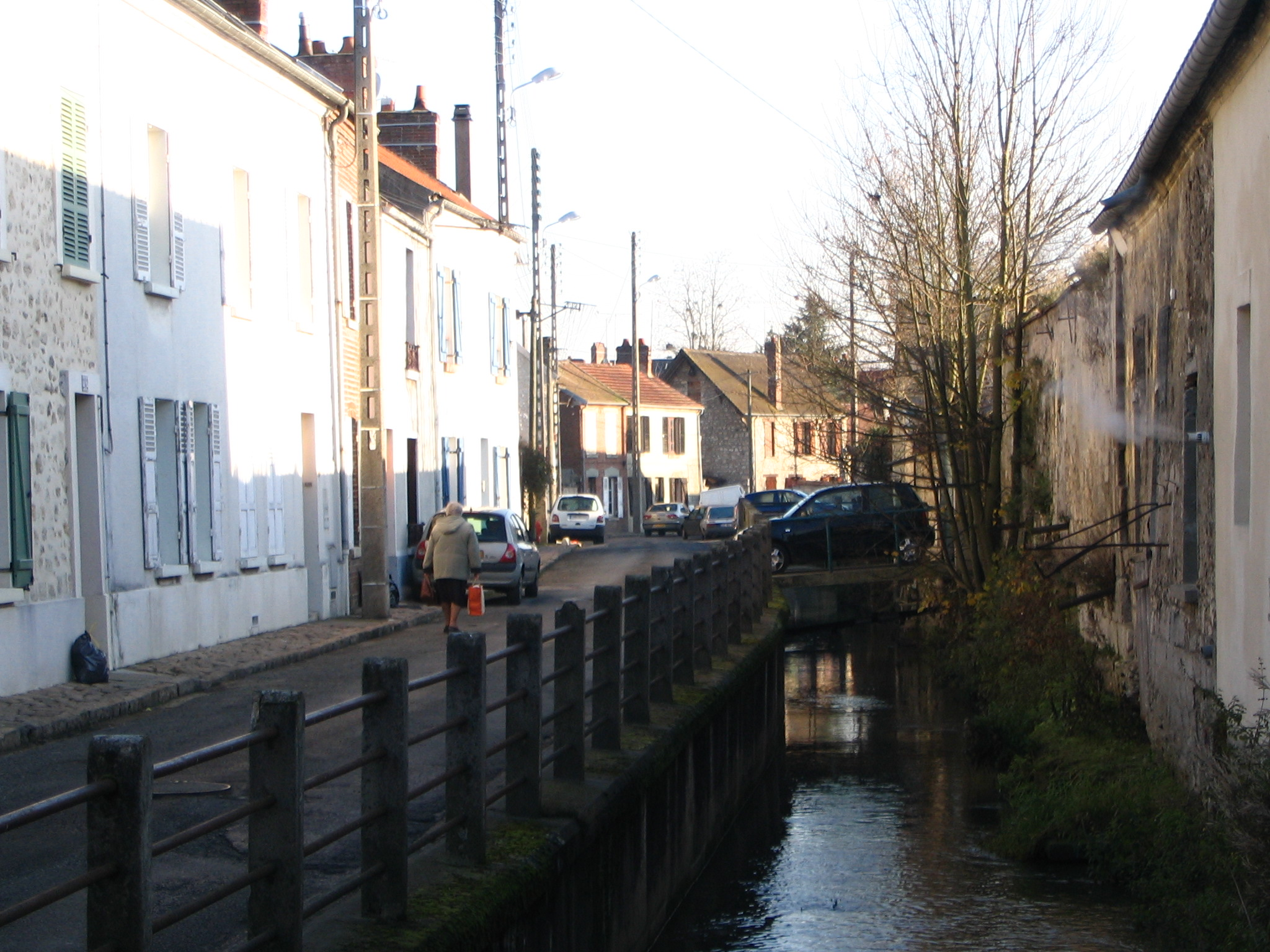
Le Coisnon

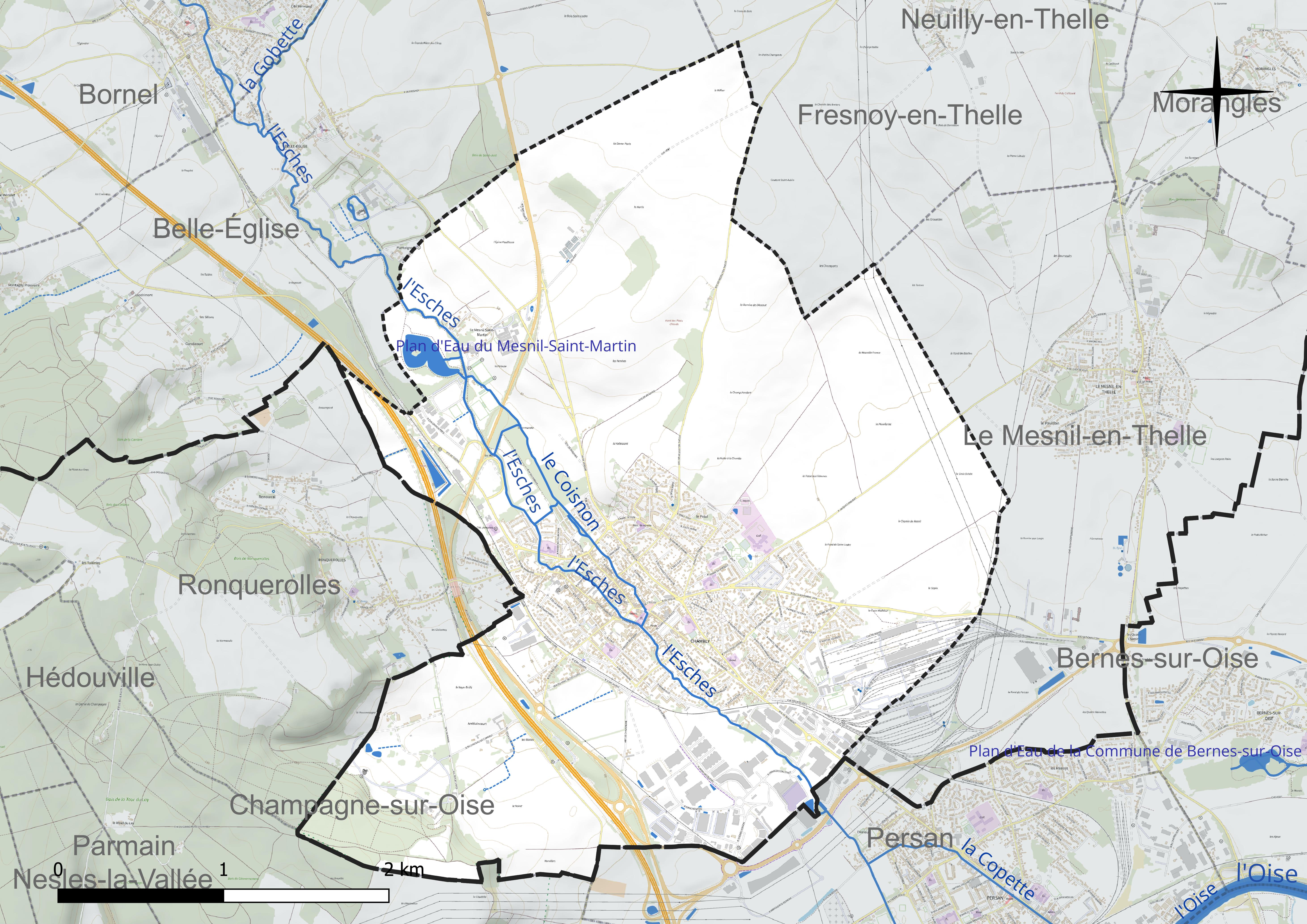
Réseau hydrographique de Chambly.

Un plan d'eau complète le réseau hydrographique : le plan d'eau du Mesnil-Saint-Martin (4,4 ha),.

### Climat
Pour des articles plus généraux, voir Climat des Hauts-de-France et Climat de l'Oise.
En 2010, le climat de la commune est de type climat océanique dégradé des plaines du Centre et du Nord, selon une étude du CNRS s'appuyant sur une série de données couvrant la période 1971-2000. En 2020, Météo-France publie une typologie des climats de la France métropolitaine dans laquelle la commune est dans une zone de transition entre le climat océanique et le climat océanique altéré et est dans la région climatique Sud-ouest du bassin Parisien, caractérisée par une faible pluviométrie, notamment au printemps (120 à 150 mm) et un hiver froid (3,5 °C).
Pour la période 1971-2000, la température annuelle moyenne est de 10,9 °C, avec une amplitude thermique annuelle de 14,5 °C. Le cumul annuel moyen de précipitations est de 668 mm, avec 11,1 jours de précipitations en janvier et 7,7 jours en juillet. Pour la période 1991-2020, la température moyenne annuelle observée sur la station météorologique la plus proche, située sur la commune de Pontoise à 17 km à vol d'oiseau, est de 12,5 °C et le cumul annuel moyen de précipitations est de 666,7 mm,. Pour l'avenir, les paramètres climatiques de la commune estimés pour 2050 selon différents scénarios d'émission de gaz à effet de serre sont consultables sur un site dédié publié par Météo-France en novembre 2022.

## Urbanisme

### Typologie
Au 1er janvier 2024, Chambly est catégorisée centre urbain intermédiaire, selon la nouvelle grille communale de densité à sept niveaux définie par l'Insee en 2022.
Elle appartient à l'unité urbaine de Persan-Beaumont-sur-Oise, une agglomération inter-régionale regroupant six  communes, dont elle est ville-centre,,. Par ailleurs la commune fait partie de l'aire d'attraction de Paris, dont elle est une commune de la couronne,.

### Occupation des sols
L'occupation des sols de la commune, telle qu'elle ressort de la base de données européenne d'occupation biophysique des sols Corine Land Cover (CLC), est marquée par l'importance des territoires agricoles (69,1 % en 2018), en diminution par rapport à 1990 (77,7 %). La répartition détaillée en 2018 est la suivante : 
terres arables (59,8 %), zones urbanisées (18,2 %), zones industrielles ou commerciales et réseaux de communication (10 %), zones agricoles hétérogènes (9,3 %), forêts (2,7 %). L'évolution de l'occupation des sols de la commune et de ses infrastructures peut être observée sur les différentes représentations cartographiques du territoire : la carte de Cassini (XVIIIe siècle), la carte d'état-major (1820-1866) et les cartes ou photos aériennes de l'IGN pour la période actuelle (1950 à aujourd'hui).

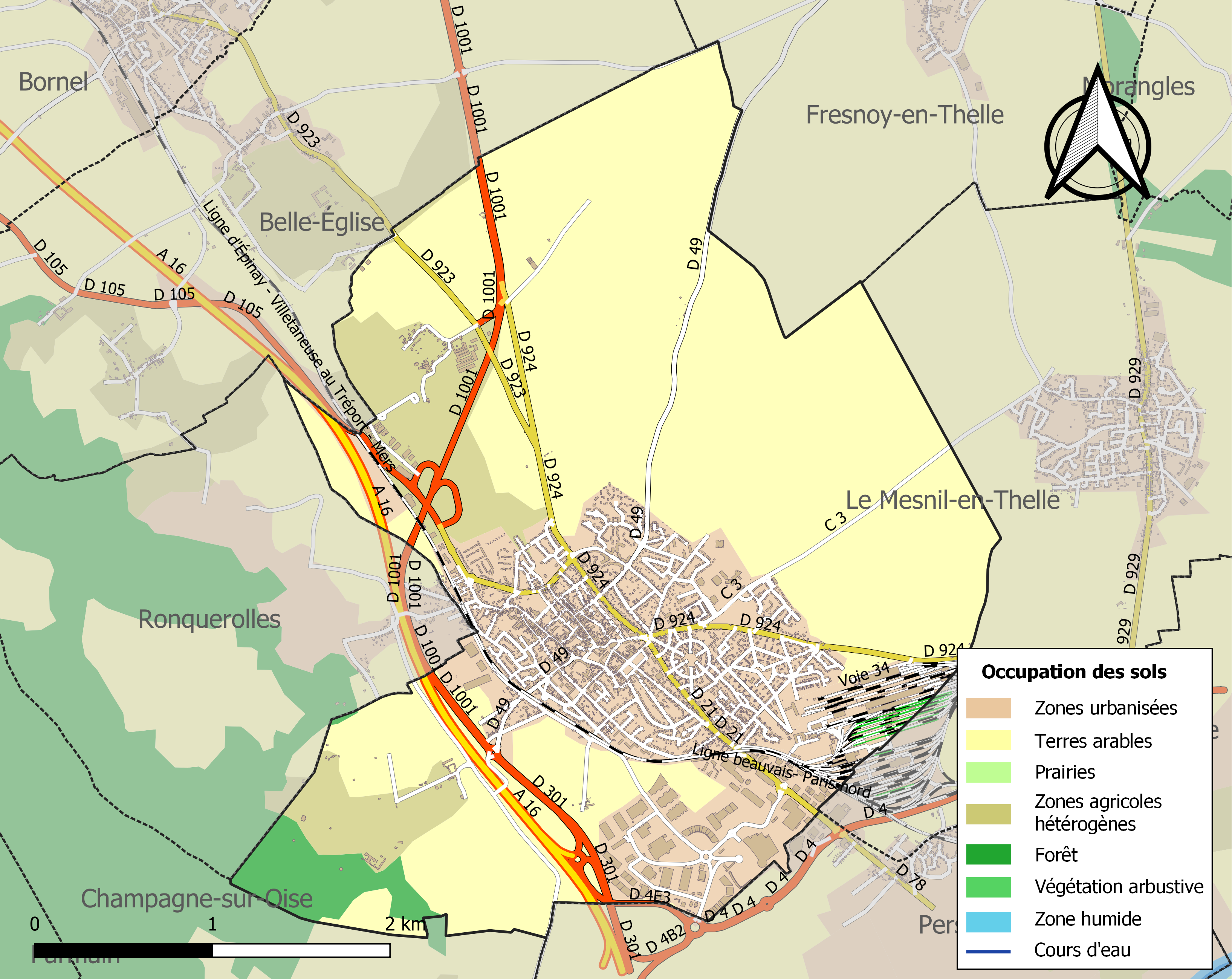
Carte des infrastructures et de l'occupation des sols de la commune en 2018 (CLC).

### Morphologie urbaine
La ville est constituée de sept parties distinctes, dont deux quartiers constitués de logements sociaux :
- Le Potel se situe au nord de la ville.
- Au nord-ouest, la Marnière, quartier pavillonnaire et familial comprenant des lotissements constitués de pavillons accolés formant de petits cercles. Il est également composé du "Parc de la Marnière" sur lequel s'est implanté un éco-paturage.
- Le quartier résidentiel Le Clos de la rivière, construit en 1996, est le plus récent de la ville et se trouve à l'extrême ouest de la ville. Il est bordé par l'autoroute et par la Z.I. des Pointes. Il comprend un stade de football qui relie la Marnière au Clos de la rivière, ainsi que la nouvelle caserne des pompiers.
- À l'est, se trouve le Moulin Neuf, construit à proximité de l'atelier SNCF. C'est une cité cheminote construite après la Première Guerre mondiale par la compagnie des chemins de fer du Nord et étendue après la Seconde Guerre mondiale pour se raccrocher à la ville et devenir la partie la plus habitée de Chambly. Ce quartier n'est composé que de pavillons et on y retrouve un stade de football de l'ancien club sportif des cheminots, aujourd'hui utilisé par l'équipe municipale[15]
- Le centre-ville est la plus ancienne partie de la ville, avec les anciennes petites rues bordant l'Esches et le Coisnon, les deux cours d'eau traversant la ville. On y trouve la mairie, l'église, la grande place et plusieurs petits commerces : banques, supermarché, boulangerie, bars-tabacs, librairie, restaurants, etc.
Le centre historique de Chambly a été totalement refait, ainsi que la partie qui va de l'église à la mairie, qui est intégralement piétonne. Les trottoirs qui bordent les rives des deux cours d'eau ont été refaits ainsi qu'une agréable promenade dans l'ancienne Chambly, totalement rénovée en 2004.
- Au sud se trouve le second ensemble HLM de la ville, le Pré-de-Meneville. Les bâtiments y sont moins hauts qu'au Potel mais forment des sortes de petites barres. Les habitants travaillent souvent à Paris ou dans la banlieue du fait de la proximité de la gare et des accès à l'autoroute A16 plus facile qu'au nord. Les deux quartiers HLM, le Potel et le Pré-de-Meneville, se font face à chaque extrémité de la ville.
- La ville possède l'une des plus grandes zones commerciales de l'Oise, Les Portes de l'Oise, à l'extrême sud de la commune, reliant ainsi le Val-d'Oise et l'Oise. Elle est composée d'un des plus grands centres E.Leclerc de France ainsi que de nombreuses autres enseignes. Ce secteur de la commune est le second quartier le plus récent de la ville, mais ne compte aucune habitation. Il est séparé de la ville proprement dite par la voie ferrée. La zone commerciale est toujours en cours d'extension.
- La zone de loisirs "Chamblyrama" est un pôle à ciel ouvert installé sur 18 000 m2 de surface commerciale à l'emplacement d'une ancienne friche commerciale, et conçu comme un véritable lieu de vie. Il propose une offre commerciale variée et complémentaire axée principalement sur le loisir (bowling, cinéma Mégarama, salle de spectacles Josiane-Balasko, club enfant, mini golf, trampoline, escalade, parcours aventure...), la restauration, et le commerce alimentaire[16],[17].
- En 2004, ont été achevés le nouveau collège (collège Jacques-Prévert), et le gymnase (gymnase Daniel-Costantini) construits sur d'anciennes terres agricoles près du Potel. En 2008, au même endroit  il y a également eu l'inauguration d'une piscine (piscine Aquathelle).
- Derrière ces nouvelles enceintes, un nouveau quartier est en cours de réalisation[Quand ?], avec une quarantaine de pavillons comprenant jardin individuel et places de parking. La création de ce quartier entre dans la stratégie de renforcement de la mixité sociale définie par la municipalité, dans le but d'éviter la ghettoïsation de certains quartiers de la ville du fait de sa proximité d'avec la banlieue parisienne[réf. nécessaire].

### Projets d'aménagement
La municipalité a décidé l'aménagement d'une Plaine de Sports destiné à accueillir le nouveau stade du FC Chambly. Faute d'avoir réalisé d'une évaluation environnementale de ce projet situé dans une zone humide de l'Esche, le projet a été contesté par  l'association d'aménagement de la vallée de l'Esches (AAVE)  et le chantier interrompu par décision de justice,. L'association conteste pour les mêmes raisons  également en 2022 la réalisation à proximité d'une halle de badminton destinée à  accueillir des entrainements des Jeux olympiques d'été de 2024. Le maire affirme que cette construction est parfaitement légale.

### Lieux-dits, hameaux et écarts
Les hameaux d'Amblaincourt (à l'est) et du Mesnil-Saint-Martin (au nord) font partie de Chambly.

### Habitat et logement
En 2018, le nombre total de logements dans la commune était de 4 636, alors qu'il était de 4 300 en 2013 et de 3 891 en 2008.
Parmi ces logements, 92,8 % étaient des résidences principales, 1,1 % des résidences secondaires et 6,1 % des logements vacants. Ces logements étaient pour 59,3 % d'entre eux des maisons individuelles et pour 40,1 % des appartements.
Le tableau ci-dessous présente la typologie des logements à Chambly en 2018 en comparaison avec celle de l'Oise et de la France entière. Une caractéristique marquante du parc de logements est ainsi une proportion de résidences secondaires et logements occasionnels (1,1 %) inférieure à celle du département (2,5 %) mais supérieure à celle de la France entière (9,7 %). Concernant le statut d'occupation de ces logements, 49,5 % des habitants de la commune sont propriétaires de leur logement (48,9 % en 2013), contre 61,4 % pour l'Oise et 57,5 pour la France entière.
| Typologie                                               | Chambly | Oise | France entière |
| ------------------------------------------------------- | ------- | ---- | -------------- |
| Résidences principales (en %)                           | 92,8    | 90,4 | 82,1           |
| Résidences secondaires et logements occasionnels (en %) | 1,1     | 2,5  | 9,7            |
| Logements vacants (en %)                                | 6,1     | 7,1  | 8,2            |

### Voies de communication et transports
La ville est desservie par la sortie 12 de l'autoroute A16 et la RN1 (désormais renumérotée RD 1001).
La gare de Chambly est desservie par des trains TER Hauts-de-France de la ligne Paris-Nord – Persan - Beaumont – Beauvais. Cela représente une vingtaine de trains par jour dans chaque sens en semaine et une douzaine les samedis, dimanches et fêtes.
La commune est desservie, en 2023, par les lignes 1 et 2 du réseau Pass Thelle Bus et par les lignes 6131, 6132, 6134, 6201 et 6234 du réseau interurbain de l'Oise.

## Toponymie
Le lieu était dénommé in opido Camliacense (627) ; Camliaco (vers VIIe) ; Camliacum (847) ; cambleium super comitem bellimontis (1101) ; Kambleium (vers 1104) ; in valle Cambliaci (1177) ; Petrus major Cambliaci (1152) ; apud Chambliacum (1177) ; Warnerius de cambliaco (1154) ; Cambli (1179) ; Fromurdus major de Chambli (1165) ; Galterus de cambly (1138) ; Cambliacum (1180) ; apud Cambleium (1170) ; de Cambleio (1181) ; in molendino de Chambliaci (1189) ; Chanbli (1195) ; Milo de Chanbli (vers 1184) ; Chambeli (vers 1196) ; in burgum Camblei (XIIe) ; hominum de Cambleio (1181) ; de Chambleio (1200) ; Sancti Petri de Cambliaco (1184) ; Chamblium (1200) ; Chambli (1206) ; Drocone de Chambliaco (1214) ; Chenbli (1220) ; Chambliacum (1226) ; Tiardi de Chambliaco (1257) ; Chambeliacum (1275) ; Galterus de chamblyaco (1269) ; Petrus de Chambeliaco (1275) ; Cambleium (vers 1280) ; Johannes de Chambli (1261) ; Pierre dit hideus de Chambli (1278) ; Chanbeli (1294) ; aceline de Chambliaco (1296) ; Chambelin (XIIIe) ; la ville de Chambli (1311) ; Chambilliacum (1330) ; pierres sire de chambli (1302) ; Cameliacum (1330) ; Chambely (1354) ; Chambly le haubergier (1359) ; Chambli le haubergier (1372) ; Canliacum (vers 1372) ; Chambly (1375) ; Chabli (vers 1380) ; Chambly le hauberger (1474) ; Chambly le haultberger (1498) ; Chambli en Beauvoisis (1530) ; les molins de Chambelly (1522) ; Chambly le haubergier (1530) ; Chambly le haut berger (1539) ; Chambly le hault Vergier (1565) ; Chambly l'auberger (vers 1540) ; Chambly en Picardie (XVIIe) ; Chambly en Vexin (XVIIe).

## Histoire

### Moyen-Âge
Dès le VIe siècle, on trouve la trace de Chambly dans l'administration mérovingienne. Son territoire s'étend de Méru à Ully-Saint-Georges, Viarmes, L'Isle-Adam et Nesles-la-Vallée. Au IXe siècle, les massacres des Normands qui remontent l'Oise désorganisent la région et l'administration carolingienne[réf. nécessaire].
Au Moyen Âge, Chambly est une terre agricole et industrielle qui porte le nom de Hauberger. On y construit des hauberts, cuirasses et cottes de maille.
Chambly, alors possédée par les comtes de Beaumont (les Chambly n'étaient alors que châtelains), devient entre leurs mains une forteresse considérable et ose même résister à l'autorité royale.
La ville est assiégée en 1103 par le fils du roi de France, le futur Louis VI le Gros. Une tempête frappe les assiégeants, la foudre semant la terreur dans leurs rangs, puis incendie le camp. Le château résiste pour cette fois au siège[réf. nécessaire].
En 1248, Louis IX rend visite à son Chambellan Pierre III de Chambly. Celui-ci avait sauvé la vie de son suzerain en le protégeant avec son corps du coup d'épée qui lui était destiné. La tradition rapporte que la mère du roi étant malade (Blanche de Castille), celui-ci fait le vœu d'accorder la construction d'une église à Chambly si elle échappe à la mort. La reine guérit et Louis IX, appelé plus tard saint Louis, finance la construction de l'église Notre-Dame.
À la veille de la guerre de Cent Ans, Chambly est désignée sous le nom de « Fief des mares » et comprend 41 feux. Durant la guerre, les habitants de Chambly (alors sous domination anglaise) sont obligés de prendre part aux massacres de la Jacquerie. En 1417, le duc de Bourgogne Jean sans Peur qui veut riposter contre Beaumont, décide d'établir son quartier général à Chambly[réf. nécessaire].
Plus tard, Henri IV installe également son quartier général dans la cité à deux reprises.  Il ne reste aujourd'hui aucune trace de ces faits d'armes et des fortifications. Au cours du XVIIIe siècle, un grand feu allumé pour fêter la convalescence de Louis XV détruit la plus grande partie des habitations[réf. nécessaire].
Jusqu'au XVIIe siècle, Chambly est un centre important de draperie. On y compte également deux tuileries, une passementerie et de nombreux vignobles
.

### Époque moderne et contemporaine
En 1790, un décret de l'assemblée législative ordonne la division de la France en 83 départements. Chambly qui aurait dû se retrouver en Seine-et-Oise[pourquoi ?] est finalement rattachée à l'Oise, peut-être en raison d'une ancienne rivalité avec Beaumont-sur-Oise. À cette époque, Chambly compte 281 foyers, soit 1 371 habitants. la ville est alors dotée de sept moulins sur les bords de l'Esches.

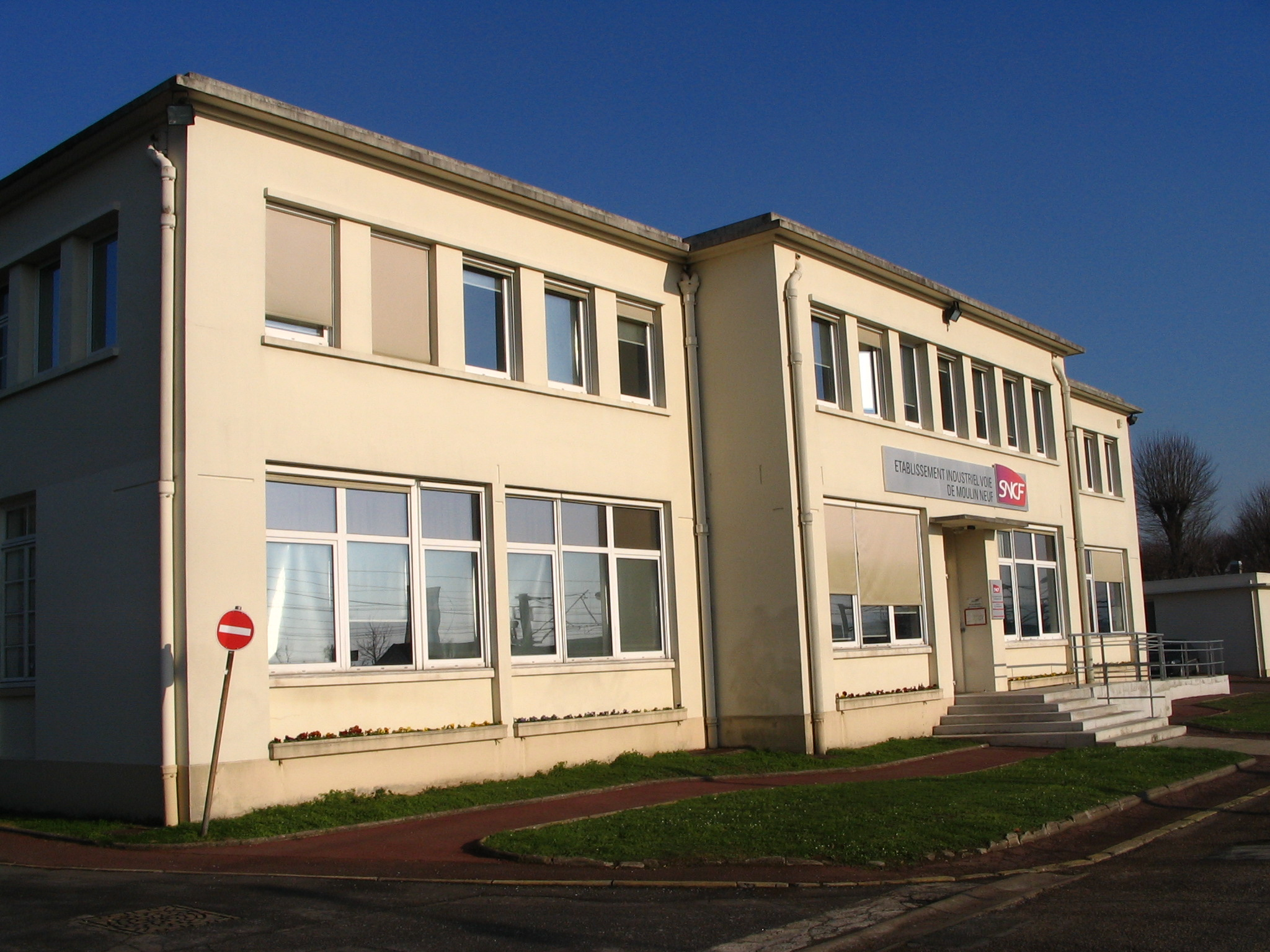
Le bâtiment principal de l'établissement industriel voie SNCF de Chambly.

Après la Première Guerre mondiale, la France doit se reconstruire. Les besoins sont importants notamment pour les installations ferroviaires. Le chantier du Moulin neuf est construit. Les ateliers, devenus propriété de la SNCF après la nationalisation des anciennes compagnies, sont complétés par des cités cheminotes qui donnent à la région et au commerce local un développement et une activité florissants.
Au début de la Seconde Guerre mondiale, lors de la Bataille de France, l'aviation allemande bombarde un convoi de soldats français stationnés près de la gare, tuant 26 personnes et en blessant 94.

## Politique et administration

### Rattachements administratifs et électoraux
La commune se trouve dans l'arrondissement de Senlis du département de l'Oise. Pour l'élection des députés, elle fait partie de la troisième circonscription de l'Oise.
Elle faisait partie depuis 1801 du canton de Neuilly-en-Thelle. Dans le cadre du redécoupage cantonal de 2014 en France, la commune fait désormais partie du canton de Méru.

### Intercommunalité
La commune faisait partie de la communauté de communes du pays de Thelle, créée en 1996.
Dans le cadre des dispositions de la loi portant nouvelle organisation territoriale de la République (Loi NOTRe) du 7 août 2015, qui prévoit que les établissements publics de coopération intercommunale (EPCI) à fiscalité propre doivent avoir un minimum de 15 000 habitants, le préfet de l'Oise a publié en octobre 2015 un projet de nouveau schéma départemental de coopération intercommunale, qui prévoit la fusion de plusieurs intercommunalités, et en particulier  de la communauté de communes du Pays de Thelle et de la communauté de communes la Ruraloise, formant ainsi une intercommunalité de 42 communes et de 59 626 habitants,.
La nouvelle intercommunalité, dont est membre la commune et dénommée communauté de communes Thelloise, est créée par un arrêté préfectoral du 30 novembre 2016 qui a pris effet le 1er janvier 2017.

### Tendances politiques et résultats
Au second tour des élections municipales de 2014 dans l'Oise, la liste PS menée par le maire sortant David Lazarus obtient la majorité absolue des suffrages exprimésn avec 1 811 voix (50,72 %, 22 conseillers municipayx élus dont 8 communautaires), devan_ant très largement les listes menées respectivement par :  

- Pascal Bois 	(SE : S diss., 955 voix, 26,75 %, 4 conseillers municipaux élus dont 1 communautaire) ;

- Pierre Orveillon (UMP - UDI, 804 voix, 22,52 %, 3 conseillers municipaux élus dont 1 communautaire).

Lors de ce scrutin, 43,57 % des électeurs se sont abstenus.
Lors du premier tour des élections municipales de 2020 dans l'Oise, la liste DVG menée par le maire sortant David Lazarus obtient la majorité absolue des suffrages exprimés, avec 1 434 voix (63,08 %, 27 conseillers municipaux élus dont 10 communautaires), devançant très largement celles menées respectivement par : 

- Kevin Potet (DVD, 552 voix, 24,28 %, 4 conseillers municipaux élus dont 1 communautaire) ;

- Estelle Dufour (LFI - PCF - PS diss., 287 voix, 12,62 %, 2 conseillers municipaux élus).

Lors de ce scrutin marqué par la pandémie de Covid-19, 65,79 % des électeurs se sont abstenus.

### Liste des maires
| Période                                  | Période                      | Identité          | Étiquette   | Qualité |
| ---------------------------------------- | ---------------------------- | ----------------- | ----------- | --- |
| Les données manquantes sont à compléter. |                              |                   |             | |
| 1934                                     | 1940                         | Valère Clairville | SFIO        | Conseiller d'arrondissement du canton de Neuilly-en-Thelle (1937-1940)                                                                                         |
| 1969                                     | 1976                         | René Quentier     | UNR-RPR     | International de football, notaire, résistant. Député de l'Oise (1958 → 1976) Conseiller général de Neuilly-en-Thelle (1951 → 1976)                            |
| mars 1977                                | juin 1995                    | Bernard Godet     | PCF         | |
| juin 1995                                | avril 2013                   | Michel Françaix   | PS          | Député de l'Oise (3e circ.) (1988 → 1993, 1997 → 2017 ) Conseiller général de Neuilly-en-Thelle (1988 → 2001) Démissionnaire après sa rééélection comme député |
| 4 avril 2013                             | En cours (au 4 février 2022) | David Lazarus     | PS puis DVG | Inspecteur principal des finances publiques Réélu pour le mandat 2020-2026,                                                                                    |

### Instances de démocratie participative
E, n 2021, la commune se dote d'un conseil des Aînés. Composée de vingt-trois membres (quinze membres tirés au sort et huit désignés par le maire) désignés pour trois ans. Ce conseil consultatif est consulté sur des thématiques variées : l'environnement et le cadre de vie, la culture et les festivités, la santé et le bien-être ainsi que la citoyenneté et l'intergénérationnel.

### Politique de développement durable
La commune a engagé une politique de développement durable en lançant une démarche d'Agenda 21 en 2001.
Chambly a confié en 2016 au Syndicat d'Énergie de l'Oise l'implantation d'une borne du réseau Mouv'Oise pour la recharge de véhicules électriques et hybrides, qui permettra la recharge  simultanée de deux voitures (22 kVA pour chaque prise type 2S de standard européen) et de deux « deux roues » (type EF de 3 kVA).

### Distinctions et labels
La ville a reçu cinq arobases (@@@@@) sur un maximum de cinq possibles au concours Villes Internet  de 2007[réf. nécessaire].
Chambly a été élue ville la plus sportive de Picardie (catégorie 5001 à 15 000 habitants) en 2016 et détient 2 Lauriers au titre des villes actives et sportives depuis 2017. Dans le cadre des Jeux olympiques de Paris 2024, Chambly a obtenu le label Terres de jeu, et souhaite accueillir un centre de préparation des Jeux olympiques,.

### Jumelages
| Chambly Acate Chambly |

- Acate (Italie) ;
- Chambly (Québec) (Canada).

## Équipements et services publics

### Enseignement
Chambly est dotée[Quand ?][réf. nécessaire] de deux écoles maternelles, de deux écoles élémentaires, de deux écoles à la fois maternelle et élémentaire et d'un collège regroupant les enfants de plusieurs petites communes alentour :
- École maternelle Elsa-Triolet au 146 rue Raymond-Joly ;
- École maternelle Thérèse-Declemy au 179 place Charles-de-Gaulle ;
- École maternelle et élémentaire Charles-Lahille au 173 rue du 11-Novembre ;
- École maternelle et élémentaire Albert-Camus au 1 rue Pierre-de-Coubertin ;
- École élémentaire Conti au 145 avenue de la République ;
- École élémentaire Roger-Salengro au 78 rue Roger-Salengro ;
- Collège public Jacques-Prévert au 187 rue Jacques-Prévert.

### Équipements culturels
La ville comprend deux bibliothèques ainsi qu'une ludothèque récente.
Elle s'est dotée en 2015 d'un cinéma.

### Équipements sportifs
Chambly dispose entre autres en 2016 de la piscine Aquathelle de la communauté de communes du Pays de Thelle, d'un terrain de tennis, de 2 stades d'athlétisme, de 5 salles multisports et de 6 terrains multisports. En 2023 une halle sportive dédiée au badminton a été inaugurée.

### Santé
La maison de santé privée Madeleine-Brès, rue Raymond-Joly, est ouverte en 2021 et accueille vingt-sept professionnels de santé (diététiciens, dentistes, généralistes, infirmières , masseurs-kinésithérapeutes, ostéopathes, pédicure-podologues, psychologues et sages-femmes), ainsi qu'une salle de téléconsultation,

### Justice, sécurité, secours et défense
Chambly n'est plus chef-lieu de canton mais est néanmoins dotée d'une gendarmerie.
La commune est classée depuis 2012 en zone de sécurité prioritaire, avec renforcement des effectifs de la gendarmerie nationale.
Chambly s'est dotée en 2013 d'un service de police municipal, doté, en 2020, de six fonctionnaires, dont l'action est centrée sur la médiation et la prévention et qui rayonne également sur Belle-Église, Fresnoy-en-Thelle, Le Mesnil-en-Thelle... Depuis 2019, des patrouilles mixtes de gendarmes et de policiers municipaux ont été créées. En 2019, une soixantaine de caméras de vidéosurveillance est installé dans la commune.

## Population et société

### Démographie

#### Évolution démographique
L'évolution du nombre d'habitants est connue à travers les recensements de la population effectués dans la commune depuis 1793. Pour les communes de plus de 10 000 habitants les recensements ont lieu chaque année à la suite d'une enquête par sondage auprès d'un échantillon d'adresses représentant 8 % de leurs logements, contrairement aux autres communes qui ont un recensement réel tous les cinq ans,.

En 2022, la commune comptait 9 909 habitants, en évolution de −1,87 % par rapport à 2016 (Oise : +0,87 %, France hors Mayotte : +2,11 %).
| 1793  | 1800  | 1806  | 1821  | 1831  | 1836  | 1841  | 1846  | 1851  |
| ----- | ----- | ----- | ----- | ----- | ----- | ----- | ----- | ----- |
| 1 371 | 1 274 | 1 284 | 1 333 | 1 413 | 1 307 | 1 321 | 1 328 | 1 331 |

| 1856  | 1861  | 1866  | 1872  | 1876  | 1881  | 1886  | 1891  | 1896  |
| ----- | ----- | ----- | ----- | ----- | ----- | ----- | ----- | ----- |
| 1 380 | 1 424 | 1 471 | 1 426 | 1 513 | 1 531 | 1 586 | 1 636 | 1 718 |

| 1901  | 1906  | 1911  | 1921  | 1926  | 1931  | 1936  | 1946  | 1954  |
| ----- | ----- | ----- | ----- | ----- | ----- | ----- | ----- | ----- |
| 1 738 | 1 835 | 1 882 | 2 853 | 3 057 | 3 325 | 3 490 | 3 549 | 4 248 |

| 1962  | 1968  | 1975  | 1982  | 1990  | 1999  | 2005  | 2006  | 2011  |
| ----- | ----- | ----- | ----- | ----- | ----- | ----- | ----- | ----- |
| 5 331 | 5 614 | 6 119 | 6 105 | 7 140 | 9 138 | 9 216 | 9 257 | 9 475 |

| 2016   | 2021  | 2022  | - | - | - | - | - | - |
| ------ | ----- | ----- | - | - | - | - | - | - |
| 10 098 | 9 980 | 9 909 | - | - | - | - | - | - |

#### Pyramide des âges
La population de la commune est relativement jeune.
En 2018, le taux de personnes d'un âge inférieur à 30 ans s'élève à 38,7 %, soit au-dessus de la moyenne départementale (37,3 %). À l'inverse, le taux de personnes d'âge supérieur à 60 ans est de 20,4 % la même année, alors qu'il est de 22,8 % au niveau départemental.
En 2018, la commune comptait 4 826 hommes pour 5 348 femmes, soit un taux de 52,57 % de femmes, légèrement supérieur au taux départemental (51,11 %).
Les pyramides des âges de la commune et du département s'établissent comme suit.
| Hommes | Classe d’âge | Femmes |
| ------ | ------------ | ------ |
| 0,5    | 90 ou +      | 1,5    |
| 4,5    | 75-89 ans    | 7,3    |
| 12,7   | 60-74 ans    | 14,3   |
| 20,6   | 45-59 ans    | 20,0   |
| 20,9   | 30-44 ans    | 20,3   |
| 19,1   | 15-29 ans    | 17,4   |
| 21,7   | 0-14 ans     | 19,4   |

| Hommes | Classe d’âge | Femmes |
| ------ | ------------ | ------ |
| 0,5    | 90 ou +      | 1,4    |
| 5,5    | 75-89 ans    | 7,6    |
| 15,6   | 60-74 ans    | 16,3   |
| 20,8   | 45-59 ans    | 20     |
| 19,4   | 30-44 ans    | 19,4   |
| 17,6   | 15-29 ans    | 16,2   |
| 20,6   | 0-14 ans     | 19,1   |

### Sports
- Il existe 2 clubs de football à Chambly. Le FC Chambly, créé en 1989 par les frères Fulvio et Bruno Luzi[59], dont l'équipe fanion évolue en National[60] et a évolué en Ligue 2 deux saisons de 2018 à 2020, est rattaché à la Ligue de Picardie de football. Le second est l'Association sportive des cheminots de Chambly (ASCC) créée en 2020 qui a succédé au club centenaire du  CO Chambly. Elle dispose du terrain de Moulin-Neuf et dispose d'une salle multisport[61].

- Le club de horse-ball de Chambly détient 5 titres de champion de France, dont 4 consécutifs entre 2005 et 2008. Le club a aussi remporté les deux premières Coupes d'Europe des Clubs Champions en 2007 et 2008.
- Le club de badminton de Chambly évolue actuellement en division élite, intitulée Top 12 (12 meilleures équipes de France). Le club est  vice-champion de France en 2012 et en 2013, avant d'être sacré champion de France toutes les saisons depuis 2014. Il se classe également à la deuxième place de la Coupe d'Europe des clubs en 2014 puis sans interruption depuis 2016, ainsi qu'a la troisième place en 2013 et 2015. Le club est organisateur des éditions 2013 et 2014, la compétition s'est déroulée en 2013 à l'Elispace de Beauvais et en 2014 au Coliseum d'Amiens.

La ville de Chambly est labélisée « Terre de Jeux 2024 » depuis le 20 novembre 2019 dans la perspective des Jeux olympiques d'été de 2024.

### Vie associative
La Salle Pierre-Sémard, construite dans les années 1920 par la Compagnie des chemins de fer du Nord et situé au cœur du quartier de Moulin-Neuf, est rénovée en 2022par la ville après une longue période d'abandon par la SNCF, et accueille des spectacles, événements privés et manifestations associatives. À côté, l'ancienne école ménagère de Moulin-Neuf a été égalemebnt rénovée et attribuée à trois associations : Ac Dom-Tom, Chambly nutrition et Aec Chambly,.

### Manifestations culturelles et festivités
Le cercle de loisirs éducatifs de Chambly (CLEC) organise tous les deux ans un Festival international de folklore, dont la 12e édition a eu lieu du 1er au 10 juillet 2016.

### Cultes
Depuis la Révolution française, l'église Notre-Dame est l'unique église paroissiale de Chambly. Elle est désormais  au centre d'une grande paroisse regroupant quatorze villes et villages, et accueille des célébrations eucharistiques chaque dimanche.

## Économie
La commune dispose d'un important centre commercial, dénommé « les Portes de l'Oise », ainsi que de nombreux commerces, cafés et restaurants en centre-ville (en 2016, une vingtaine de restaurants, 13 salons de coiffure, 6 boulangeries , une boucherie-charcuterie, 2 quincailleries, 6 grandes surfaces et 3 pharmacies).
Elle compte également une centaine d'entreprises diverses et de plus de 400 très petites entreprises (TPE).
En septembre 2018 ouvre « Chamblyrama », pôle de loisirs et commerces « pour toute la famille », mené par Héraclès Investissement et sa filiale Altixia Reim, qui a permis la création de plus de 200 emplois dans les secteurs du commerce et de la restauration, ainsi que du loisir, avec un bowling d'une quinzaine de pistes, un centre de fitness, un escape game, un centre de réalité virtuelle, une salle d'escalade, un trampoline-park, un simulateur de golf. L'équipement est également accessible par un cheminement (piéton, vélos...) passant le long de l'Esches, dont les berges ont été réaménagées.

## Culture locale et patrimoine

### Lieux et monuments

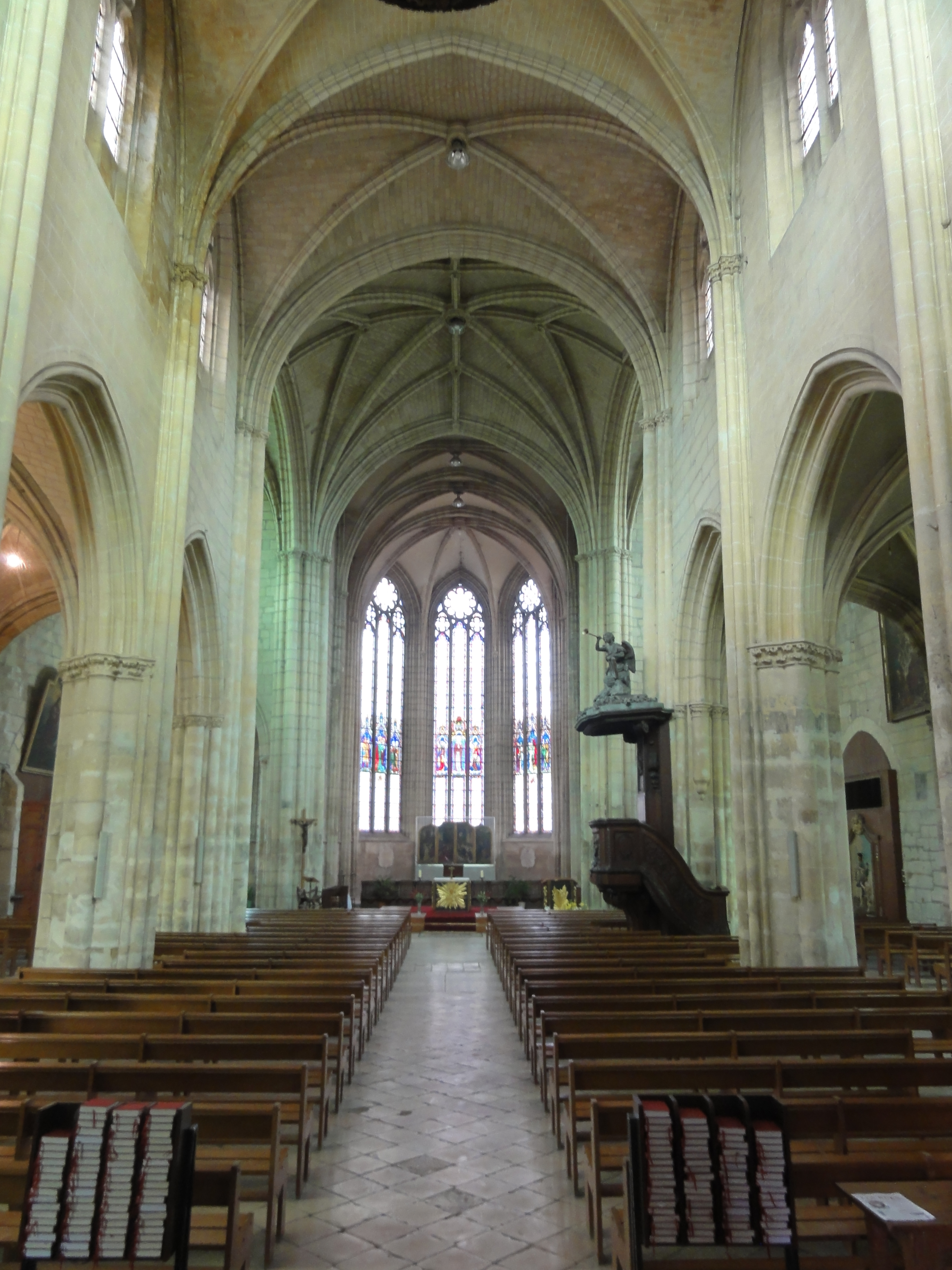
Nef, vue vers l'est.

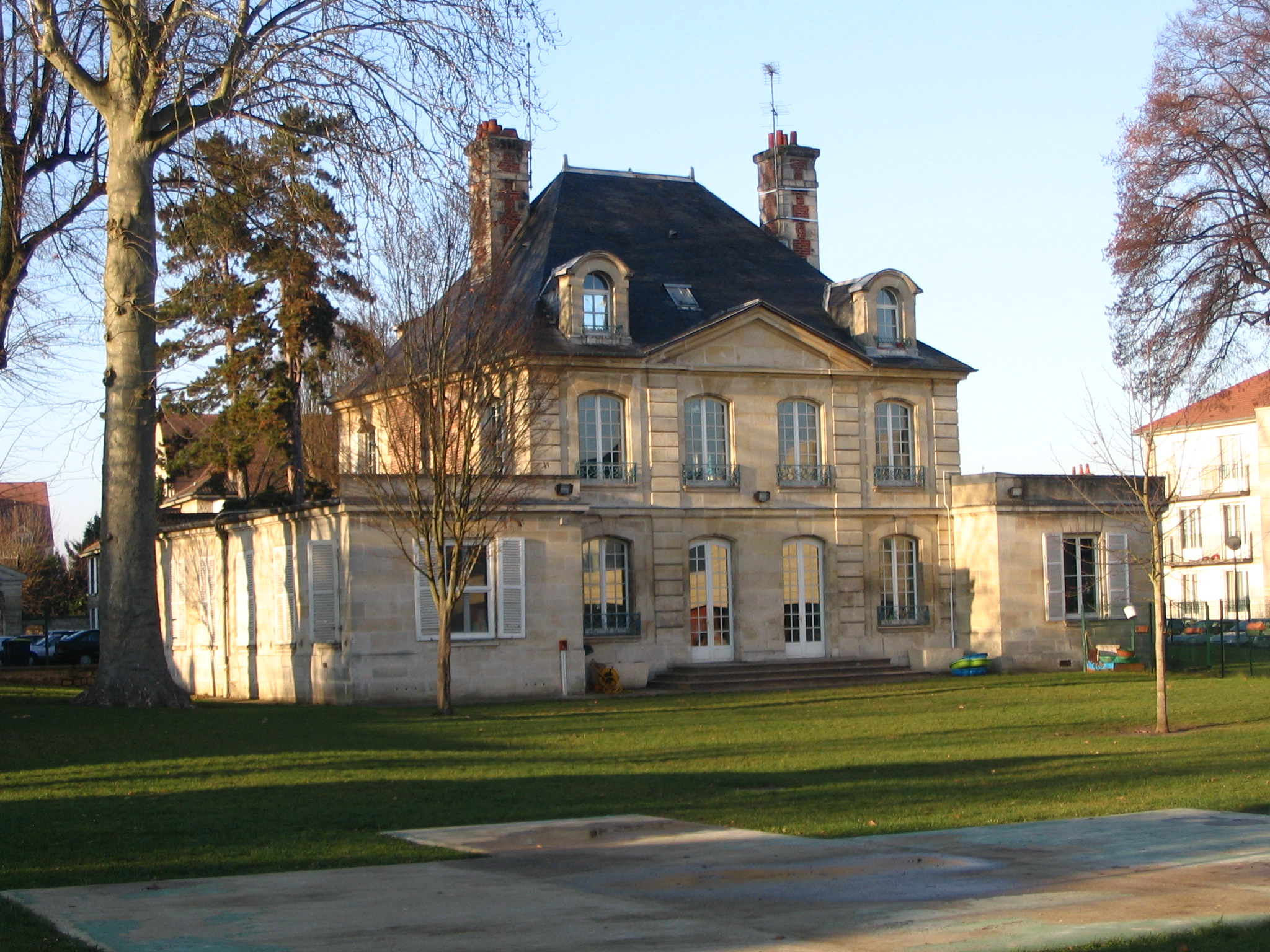
Pavillon Conti.

Les monuments historiques de Chambly sont les suivants :
- L'église Notre-Dame a été classée monument historique par liste de 1862[66].

Selon la tradition, l'impulsion pour sa construction a été donnée par saint Louis, quand il séjourna dans la ville en 1248. Le chantier n'est apparemment pas lancé tout de suite, mais vers 1260 seulement. Il commence par le chœur, et se termine par la nef vers 1280 environ. Le chœur et ses chapelles adoptent un parti conservateur pour l'époque et affichent un style gothique rayonnant à son apogée, comme au moment de la construction de la Sainte-Chapelle, mais les fenêtres du transept et de la nef indiquent le style rayonnant tardif. En même temps la belle homogénéité de l'ensemble de l'église, la cohérence du plan et l'absence de marques d'interruption des travaux indiquent une progression rapide du chantier, et permettent de conclure à un achèvement vers 1280 environ.
Avec une longueur de 53 m et une largeur de 20 m, l'église de Chambly représente l'une des principales réalisations rayonnantes de la région. L'édifice séduit par la clarté de sa conception, sa régularité, son élégance sévère et ses justes proportions. Son plan n'est pas original, mais ne se répète sur aucune autre église rayonnante de la région, et son abside se caractérise par la multiplication des fûts de faible diamètre entre les fenêtres, qui présentent des réseaux rayonnants sans scansion horizontale. L'ascension vers les hauteurs est suggérée comme toujours à la période rayonnante, mais l'on note toutefois le renoncement à certains procédés courants à l'époque, tels que les arcatures plaquées sur les soubassements des fenêtres, et le triforium.
Dans son ensemble, l'église Notre-Dame est une œuvre de qualité, et la reconnaissance de sa valeur artistique a motivé un classement assez précoce, et une restauration complexe au dernier tiers du XIXe siècle notamment.
- La chapelle Saint-Aubin, ou Prieuré Saint-Aubin, 28 rue de Saint-Aubin, est de style roman et a été inscrite monument historique par arrêté du 14 mai 1927[68]. Propriété privée, elle est peu visible depuis l'espace public. Seul subsiste le chœur, sans doute construit peu après 1123 lorsque l'abbaye Saint-Martin de Pontoise devient propriétaire des lieux[69].

- Le pavillon Conti, rue Lapomarède, est un petit château du XVIIIe siècle. Avec son parc, il a été inscrit monument historique par arrêté du 22 septembre 1952[70]. À la suite de son rachat par la ville, le pavillon a été aménagé en centre de loisirs.
- La cave du XIVe siècle d'un immeuble, 3 rue de la Chevalerie, a été inscrite monument historique par arrêté du 16 septembre 1949[71].
- Le site archéologique au lieu-dit le Marais (partiellement situé sur la commune de Belle-Église), contient les vestiges d'un habitat et d'un moulin à eau carolingiens, ainsi que les vestiges d'une villa gallo-romaine occupée du Ier siècle au IVe siècle. Le site a été inscrit monument historique par arrêté du 16 septembre 1949[72].

On peut également noter : 
- Chapelle Saint-Robert.
- Château de Chambly, du XIXe siècle au hameau d'Amblaincourt. Propriété privée qui accueille des réceptions, et, occasionnellement, des tournages de films[73].

- Place Charles-de-Gaulle.
- Site archéologique de la Fosse aux Moines, contenant des vestiges du Néolithique ancien associés au groupe de Villeneuve-Saint-Germain.
- Le Moulin Deligne est un moulin initialement à eau sur l'Esches, toujours en fonctionnement et qui produit annuellement 70 000 tonnes de farine, créé depuis plus de 500 ans. Il faisait partie de l'ancienne paroisse Saint-Martin de Chambly en 1629.

Le moulin a fait l'objet de transformations importantes en 1839 par M. Compagnon qui a fait réaliser une dérivation de la rivière pour en augmenter la puissance et rehaussé le bâtiment de deux étages. En 1920, Honoré Deligne, forestier et brasseur dans le Nord, a racheté le moulin et installé des appareils à cylindres et des « plansichters » qui ont permis une production de 10 quintaux par jour.
Le moulin a été électrifié dans les années 1930 et la déviation de l'Esches comblée. Il produit depuis 1973 également des farines de meules, biologiques, de seigle... Le moulin appartient aux Grands Moulins de Strasbourg (troisième groupe français de meunerie) depuis 2004 et emploie en 2014 près de 35 personnes, plus une vingtaine au sein de la société de transport «Transport Meunerie Service» (TMS).
- Le chemin des Marais, promenade aménagée en 2020 le long de l'Esche entre les jardins familiaux de Chambly et l'entrée de Belle-Église, longue de 3,3 km, et agrémentée de deux aires de pique-nique[75],[76].

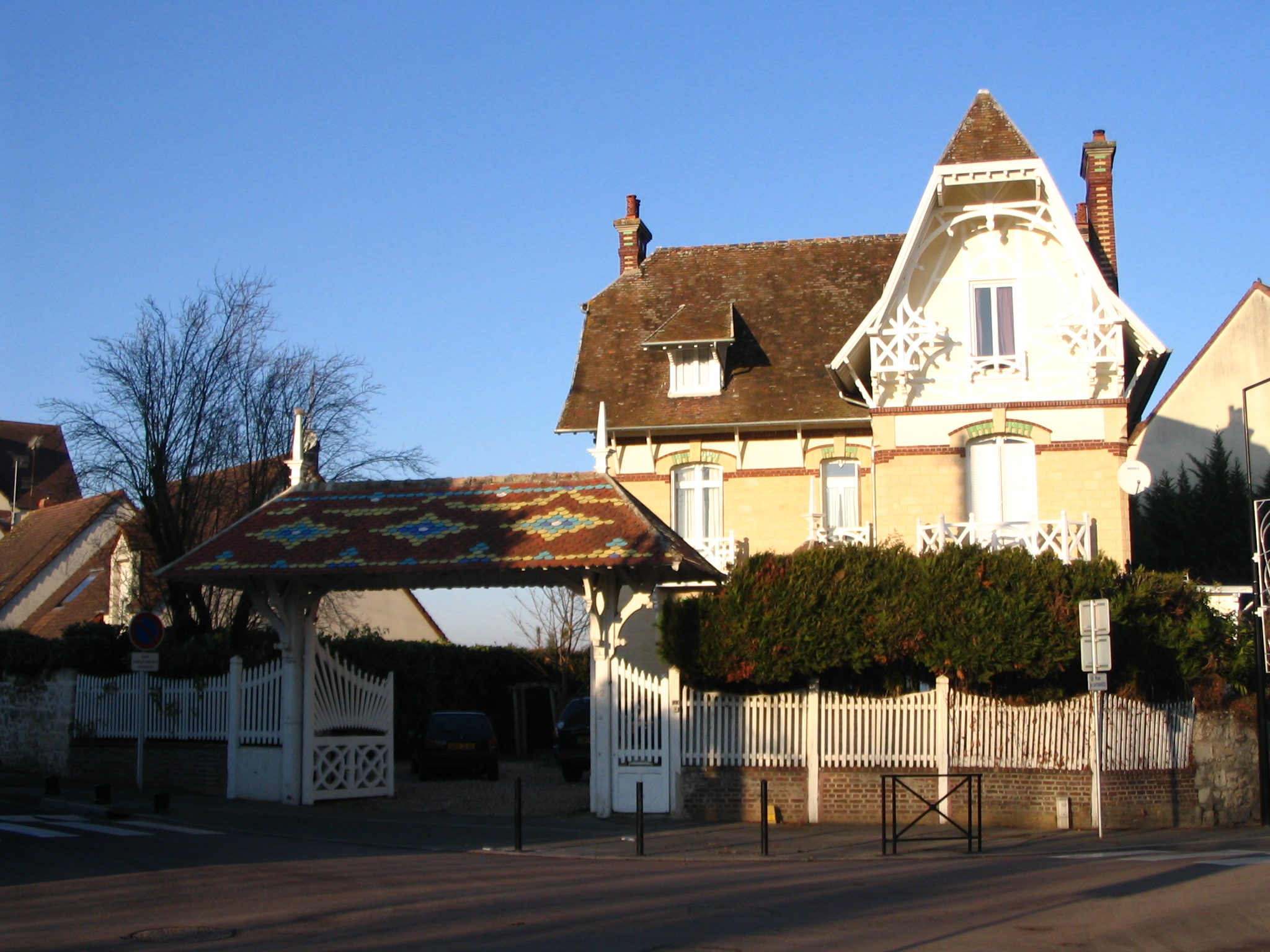
Maison, près de la gare.
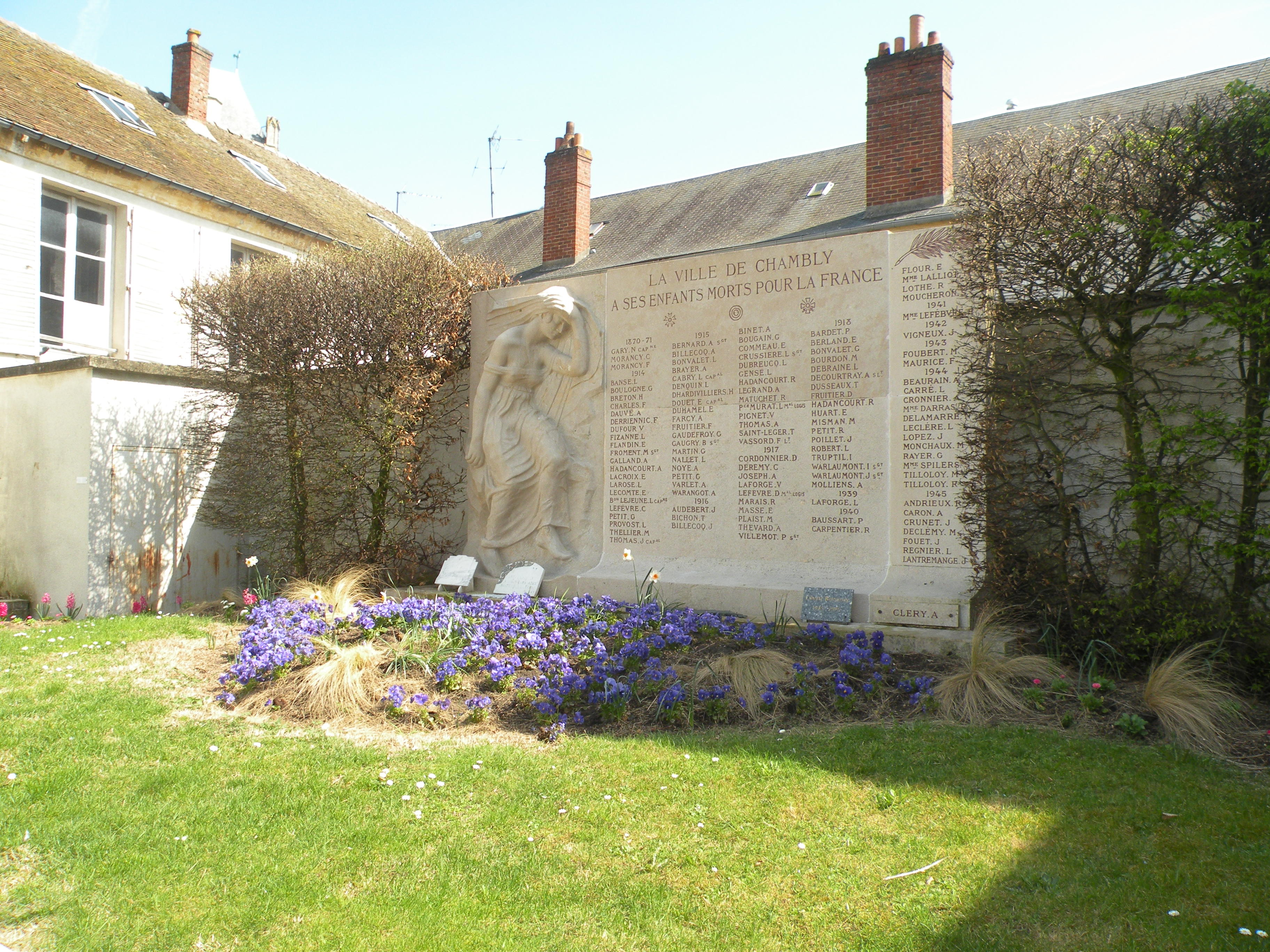
Le monument aux morts
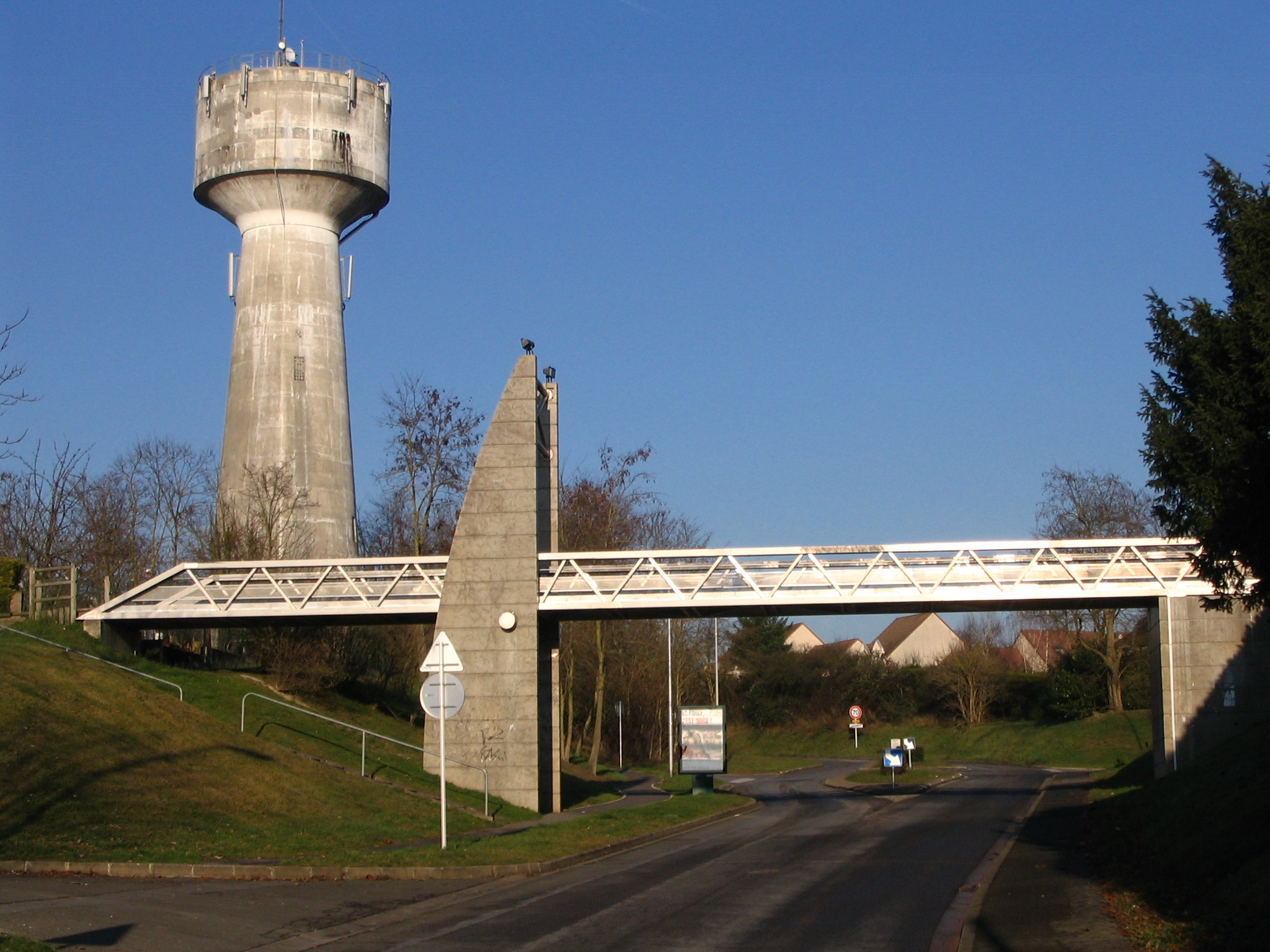
Pont sur la RD 49

### La fête du Bois Hourdy
La fête du Bois-Hourdy remonte à la venue de saint Louis à Chambly en 1248. On raconte que la coutume des Brandons à travers champs, s'est transformée à l'occasion de la visite royale, en un monumental feu de joie, tel qu'on le voit encore aujourd'hui à Chambly. C'était l'usage établi de fêter ainsi dans chaque ville du royaume le passage du souverain.
La coutume des Brandons : aussi loin que l'on puisse remonter, le paysans conservaient cette bizarre coutume d'aller la nuit, armés de brandons ou de torche de paille allumées autour d'un long bâton, parcourir leur vergers ou leurs champs en apostrophant les arbres, les uns après les autres, leur ordonnant de produire en les menaçant, s'ils ne fructifiaient pas dans l'année, de les couper par le pied et de les brûler.
Toute la ville est en effervescence durant une semaine entière, du Mardi gras au premier dimanche de carême. Dès le début de la fête, les habitants plantent un arbre sur la place du marché pour l'embraser le dimanche soir sous un grand feu d'artifice. Des jeunes gens costumés, à cheval, parcourent les rues de la ville. Puis, des chars d'associations forment un défilé et à la fin du cortège se situe un char portant une déesse entourée de ses dauphines et des demoiselles d'honneur.
À proximité de l'arbre, le Caremprenant, est construit en paille, de manière à imiter le plus possible une silhouette humaine. On lui met une pipe entre les dents, un faux col, des manchettes en carton blanc, un semblant de manteau, bref, tout ce qu'on peut imaginer de cocasse ou de pittoresque. Les enfants, portant des masques, mènent une ronde autour, en chantant au son de la musique.

### Personnalités liées à la commune
- En 1270, Jean de Chambly participe à la huitième croisade. Son nom figure dans la quatrième salle des croisades du château de Versailles.
- Le prince François-Louis de Bourbon-Conti acquiert la seigneurie de Chambly le 20 juin 1701
- Le roi saint Louis (Louis IX)[pourquoi ?] (1214-1270) .
- Donatien Marquis (1789-1879), homme politique né et décédé à Chambly, député de l'Oise de 1843 à 1849, maire de Chambly de 1849 à 1878.
- Corinne Marchand (1931- ), actrice et chanteuse française, y réside.

### Chambly dans les arts et la culture
- Honoré de Balzac publie en 1825 son œuvre Wann-Chlore, dans laquelle Chambly, citée de nombreuses fois, est un des lieux du roman. Il y aurait également vécu quelques années.